# Miss Europe 1976

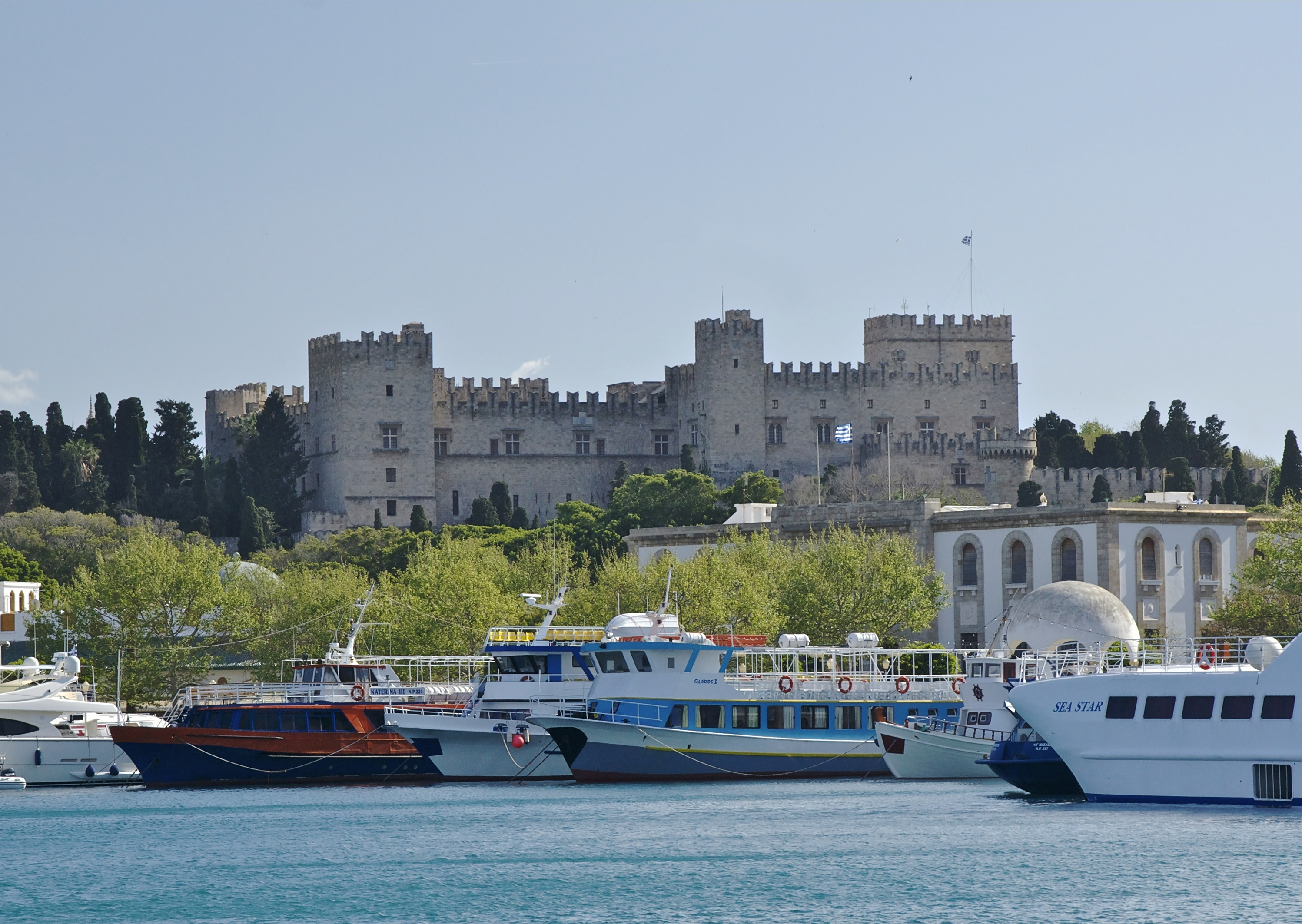
Der Großmeisterpalast von Rhodos, Ort der Veranstaltung

Der Wettbewerb um die Miss Europe 1976 war der siebenundzwanzigste seit 1948, den die Mondial Events Organisation (MEO) durchführte. (Die Veranstaltungen 1951 und 1975 waren ausgefallen, die letztgenannte wegen des Bürgerkriegs im Libanon). Die Organisation war von den Franzosen Roger Zeiler und Claude Berr ins Leben gerufen worden, hatte ihren Sitz in Paris und führte den Wettbewerb bis 2002 durch.
Die Kandidatinnen waren in ihren Herkunftsländern von nationalen Organisationskomitees ausgewählt worden, die mit der MEO Lizenzverträge abgeschlossen hatten.

## Miss Europe 1976
Die Veranstaltung fand am 5. Juni 1976 im Großmeisterpalast des griechischen Rhodos statt. Es gab 22 Bewerberinnen.
Der Nachfolgewettbewerb für 1977 wurde auf das Frühjahr 1978 verschoben.
| Land                            | Schreibweise bei Pageantopolis | Schreibweise in der Heimatsprache            | Teilnahme an weiteren Wettbewerben                           |
| ------------------------------- | ------------------------------ | -------------------------------------------- | ------------------------------------------------------------ |
| Platzierungen                   |                                |                                              |                                                              |
| 1. Finnland                     | Riitta Inkeri Väisänen         | Riitta Väisänen                              |                                                              |
| 2. Schweiz                      | Isabella Fischbacher           |                                              | Miss Universe 1976                                           |
| 3. Holland                      | Lucie Visser                   | Lucie Visser                                 |                                                              |
| 4. Griechenland                 | Melina Michailidou             | Μελίνα Μιχαηλίδου (Melina Michailidou)       | Miss Universe 1976                                           |
| 5. Schottland                   | Mary Kirkwood                  |                                              | Miss Universe 1975                                           |
| Top 7                           |                                |                                              |                                                              |
| Norwegen                        | Bente Lihaug                   | Bente Lihaug                                 | Miss Universe 1976: Semifinale, Miss International 1977      |
| Zypern                          | Andri Tsangaridou              | ΄Αντρη Τσαγγαρίδου (Antri Tsangaridou)       | Miss Universe 1974, Miss World 1976                          |
| Weitere Teilnehmerinnen         |                                |                                              |                                                              |
| Belgien                         | Yvette Maria Aelbrecht         |                                              | Miss Universe 1976, Miss World 1976, Miss International 1977 |
| Dänemark                        | ?                              |                                              |                                                              |
| BR Deutschland                  | Karen Fastner                  |                                              |                                                              |
| England                         | Pauline Davies                 |                                              | Miss Universe 1976: Semifinale                               |
| Frankreich                      | Monique Uldaric                | Monique Uldaric                              | Miss Universe 1976, Miss World 1976                          |
| Irland                          | Elaine Rosemary O’Hara         | Elaine Rosemary O’Hara                       | Miss World 1975, Miss Universe 1976                          |
| Island                          | Lara Sveinbergsdóttir          |                                              |                                                              |
| Italien                         | Maria Rosa Chimenti            |                                              |                                                              |
| Jugoslawien                     | ?                              |                                              |                                                              |
| Luxemburg                       | Monique Wilmes                 |                                              | Miss Universe 1976, Miss World 1976                          |
| Malta                           | Carmela Bonello                |                                              |                                                              |
| Österreich                      | Heidi-Marie Passian            | Heidi Passian                                | Miss Universe 1976                                           |
| Schweden                        | Caroline Westerberg            | Caroline Westerberg                          | Miss Universe 1976                                           |
| Spanien                         | Olga Fernández Pérez           | Olga Fernández Pérez                         | Miss Universe 1976                                           |
| Wales                           | Sian Helen Adey-Jones          | Sian Adey-Jones                              |                                                              |
| Ersetzt während des Wettbewerbs |                                |                                              |                                                              |
| Griechenland                    | Christiana Kavroudaki          | Χριστιάνα Καβρουδάκη (Christiana Kavroudaki) |                                                              |

## Wettbewerbe des „Comité Officiel et International Miss Europe“
Seit 1951 gab es einen rivalisierenden europäischen Wettbewerb, durchgeführt vom Comité Officiel et International Miss Europe. Dies wurde 1950 von Jean Raibaut in Paris gegründet, der Sitz später nach Marseille verlegt. Die Siegerinnen trugen unterschiedliche Titel wie Miss Europa, Miss Europe oder auch Miss Europe International.

### 1975
Er fand im Mai 1975 im Holiday Inn Hotel in Monaco statt. Es gab 19 Bewerberinnen.
Platzierungen
- 1.  Belgien: Vivianne Van der Cauter
- 2.  Frankreich: Dany Voissin-Renucci
- 3.  Spanien: Carmen García

Weitere Teilnehmerinnen
- Andorra:  Rosalina Mestres
- Dänemark: ?
- Deutschland: ?
- „Eleganz“ („Elegance“): ?
- England: ?
- Holland: Marga Scheide
- Irland: ?
- Jugoslawien: ?
- Luxemburg: ?
- „Mittelmeer“ („Mediterranean“): ?
- Norwegen: Kate Rasmussen
- Portugal: ?
- Schottland: ?
- Schweden: ?
- Schweiz: ?
- Wales: ?

### 1976
Er fand im Mai 1976 im Luna Park de Ricard in Andorra la Vella statt. Es gab 21 Bewerberinnen.
Platzierungen
- 1.  Spanien: Maria Teresa Maldonado Valle; nahm auch teil an der Miss International 1975
- 2.  Holland: Nanny van der Kuyl
- 3.  Andorra: Nuria Berruezo
- 4.  Monaco: Danielle Payan
- 5.  Island: Torill Mariann Larsen (aus Norwegen); auch bei Miss World 1974: Semifinale, Miss Scandinavia 1975: Platz 2

Unter den weiteren Teilnehmerinnen
- Dänemark: ?
- Deutschland: ?
- Finnland: Anne Korhonen
- Frankreich: ?
- Italien: ?
- Luxemburg: ?
- Norwegen: Nina Kristine Ronneberg; auch bei Miss World 1976
- Österreich: ?
- Schweden: ?
- Schweiz: ?
- Türkei: ?